# Caldearenas
Caldearenas är en kommun i Spanien.   Den ligger i provinsen Provincia de Huesca och regionen Aragonien, i den nordöstra delen av landet, 300 km nordost om huvudstaden Madrid. Antalet invånare är 223. Arean är 192 kvadratkilometer. Caldearenas gränsar till Arguis, Las Peñas de Riglos, Jaca, Sabiñánigo och Nueno. 
Terrängen i Caldearenas är huvudsakligen kuperad.